# ロロ・カーペンター
ロロ・カーペンター（英語: Rollo Carpenter, 1965年 - ）は、人工知能 (AI) のソフトウェアについて学び、Jabberwacky とクレバーボットを開発したイギリス生まれのクリエイターである。

## 人工知能の開発
カーペンターは、シリコンバレーでビジネスソフトウェアを開発するベンチャー企業の最高技術責任者を務めていたが、 Icognoで働くためイギリスに帰国した。 
Existor Ltd. のマネージング・ディレクターとして、カーペンターはエンターテインメント、人間関係、コミュニケーションと教育のための人工知能を開発した。ローブナー賞にエントリーしたジョージ（2005年）とジョアン（2006年）はともに優勝。 2010年には、英国コンピュータ学会主催の機械知能コンペティションでも優勝している。 
2011年9月3日、学習型の人工知能会話ロボット、クレバーボットはインド工科大学グワーハーティー校で開催されたテクノマネージメント祭 Techniche 2011 において人間とともに公式チューリングテストに参加した。1334票の投票の結果は9月4日発表され、クレバーボットは期待をはるかに上回る 59.3パーセントの人間の知性を持っていると判定された。一緒に参加した人間はわずか63.3％を達成するにとどまった。 
「これはかなり驚くべき数字である。私が予想した以上、望んでいたよりも良い結果だ」とTechniche 2011の講演でカーペンターは語った。「50パーセントを超えたこの数字は、今まさにクレバーボットがTechniche 2011のチューリングテストに合格したことを意味している」 
これらのテストに参加したボランティアが会話に用いた手法は、その経過を楽しむ聴衆とともに、気楽な"おしゃべり"のパターンに陥っていたといえる。 
ロボットを"切り崩す"ような分析的思考は存在せず、誰も論理的な回答を要求するような複雑な質問を試みていない。
このような質問者によって行われたテストは、異なる結果を生み出す。 開発は進められているが、現在のクレバーボットはそのような論理に対応できるように設計されていない。 人間のおしゃべりを模倣するようにのみ設計されている。 
クレバーボットが実際にチューリングテストに合格したという主張は不明瞭であり、終わりのない議論を呼ぶ。 
Techniche 2011の結果は、クレバーボットが"おしゃべりな参加者"のチューリングテストにほぼ合格したことを示している。結果の厳密性は高く、十分に有効であるといえる。 

## その他
- ロロ・カーペンターは、芸術家、マーリン・カーペンターの弟である。